# Niklas von Preutz
Niklas von Preutz (tidigare Preuss), född 18 september 1639 i Stockholm, död 20 mars 1696 i Stockholm, var en svensk ämbetsman.

## Biografi
Niklas von Preutz föddes 1639 i Stockholm. Han var son till justitieborgmästaren Hans Larsson Preuss  och Margareta Bröms i Nyköping. Preutz fick 30 oktober 1665 burskap som handlande i Göteborg och blev 1671 källarmästare på stadskällaren i Göteborgs rådhus. Han blev 19 januari 1676 kommissarie vid flottan i Göteborg och var även från 19 maj samma år assessor vid amiralitet i staden. Preutz adlades 28 augusti 1678 till von Preutz och introducerades 1680 som nummer 935. Han slutade som assessor vid amiralitet 16 mars 1680. Den 6 november 1686 blev han ledamot i kommersekommissionen och slutade 4 november 1690 med kommerseråds karaktär. Preutz avled 1696 i Stockholm och begravdes 3 maj samma år i Maria Magdalena kyrka. Ett vapen över honom sattes upp på en pelare vid predikstolen i Alla Helgona kyrka, Nyköping.

### Familj
Preutz gifte sig på 1670-talet med Catharina Sviring (död 1710). Hon var dotter till rådmannen Henrik Sviring och Brita Danckwardt i Nyköping. De fick tillsammans barnen Hans von Preutz (död som ung), Brita Margareta von Preutz (1674–1750) som var gift med lagmannen Magnus Palmstierna och löjtnanten Fredrik von Preutz (1675–1701).